# IEEE Software

IEEE Software é uma revista de ampla base orientada a praticantes da IEEE para profissionais de software, incluindo analistas de negócios, engenheiros de requisitos, projetistas, arquitetos, desenvolvedores, especialistas no processo de melhoria, testadores, engenheiros de qualidade e gerentes de projeto. Publica artigos peer-reviewed, seções de foco especial, colunas regulares por autores de destaque, notícias de tecnologia, relatos de experiência, e artigos de opinião. Os tópicos cobertos incluem processos de software e práticas, gestão de projetos de software, ferramentas de desenvolvimento e infra-estrutura, engenharia de requisitos, design e arquitetura de software, avaliações empíricas de tecnologias de software e técnicas, os aspectos humano e social de desenvolvimento de software, linguagens de programação e paradigmas, o desenvolvimento de software  distribuídos e empresariais, teste de software e qualidade do software.

## Editores-chefe
As seguintes pessoas têm servido a revista como o editor-chefe:
- Bruce Shriver, 1983–1986
- Ted Lewis, 1987–1990
- Carl Chang, 1991–1994
- Alan M. Davis, 1995–1998
- Steve McConnell, 1999–2002
- Warren Harrison, 2003–2006
- Hakan Erdogmus, 2007–2010